# Edom (miasto)
Edom – miasto w Stanach Zjednoczonych, w stanie Teksas, w hrabstwie Van Zandt.